# Sarcoglottis micrantha
Sarcoglottis micrantha là một loài thực vật có hoa trong họ Lan. Loài này được Christenson mô tả khoa học đầu tiên năm 2001.